# Nevada City (Kalifornija)
Nevada City je grad u američkoj saveznoj državi Kalifornija. Prema popisu stanovništva iz 2010. u njemu je živjelo 3.068 stanovnika.